# هیلز فلت (کالیفرنیا)
هیلز فلت (به انگلیسی: Hills Flat) یک منطقه ثبت‌نشده در شهرستان نوادا، ایالت کالیفرنیا است. این منطقه در ارتفاع ۷۴۹ متری (۲۴۵۷ فیت) از سطح در واقع شده. هیلز فلت در فاصله ۰٫۸ کیلومتری شمال شرق گرس ولی قرار دارد.